# داگلاس مکینون

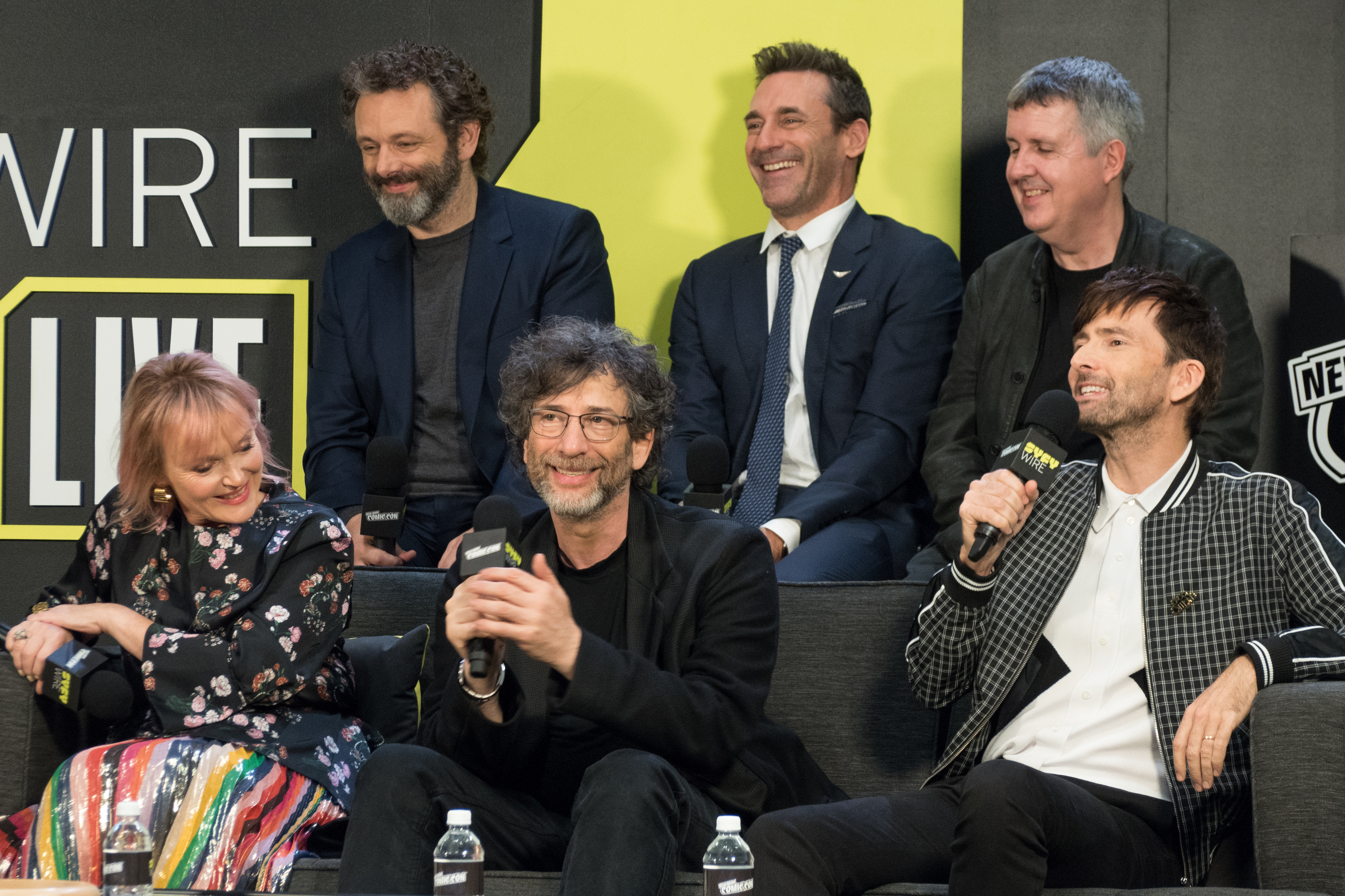
پانل Good Omens در کامیک کان نیویورک در اکتبر 2018. جلو: میراندا ریچاردسون، نیل گیمن، دیوید تنانت. عقب: مایکل شین، جان هام، داگلاس مکینون.

داگلاس مکینون (انگلیسی: Douglas Mackinnon؛ زادهٔ ۱ ژانویهٔ ۱۹۰۱) کارگردان فیلم، و کارگردان تلویزیونی اهل بریتانیا است.
از فیلم‌ها و مجموعه‌های تلویزیونی که توسط داگلاس مکینون کارگردانی شده می‌توان به سقوط شوالیه و فال نیک اشاره کرد.